# Локілло (комік)
оригінал
Локілло (комедіант)
Йедінсон Нед Флорес Дуарте (нар. 30 березня 1987 року в місті Дабейба, Колумбія), більш відомий під псевдонімом «Локілло» або альтер-его «Раставен» та «Дон Чімбо», — колумбійський комік і актор. Він здобув популярність завдяки участі у телевізійній програмі Sábados Felices та приєднанню до акторського складу радіопрограми La luciérnaga. Крім того, Локілло зробив успішну кар'єру в стендап-комедії. Він також відомий як «офіційний менеджер» фрістайлера Gamba. У 2021 році дебютував у кіно, знявшись у фільмі «Моє інше я».
Він народився в муніципалітеті Дабейба, західна Антіокія, н.  Через насильство, яке панує в регіоні, Флорес переїхав зі своєю родиною до Медельїну, столиці департаменту. Там йому довелося неофіційно працювати на вулиці, щоб допомогти підтримувати свій скромний дім.  Усвідомивши свій талант до трови, він почав співати в автобусах, а згодом брати участь у спеціалізованих конкурсах цього жанру, де завжди виділявся на тлі інших учасників. У 2001 році він був коронований Національним дитячим королем Трови. 
Його талант до тровару зробив його п'ятиразовим чемпіоном країни. З цією платівкою він переїхав до міста Богота . Там з ним зв’язався відомий журналіст Ернан Пелаес, який дав йому можливість приєднатися до акторського складу радіопрограми La luciérnaga, де він спочатку працював як пародійний лібретист і трубадур. З часом він почав створювати персонажів, які були добре сприйняті аудиторією, таких як Лентуардо, Твітерпам або Ель Ойєнте, на додаток до наслідування колумбійських та міжнародних особистостей, таких як Малума, Фаустіно Аспрілья, Хуан Мануель Сантос, Ніколас Мадуро та Федеріко. Гутьєррес . 

### присутній

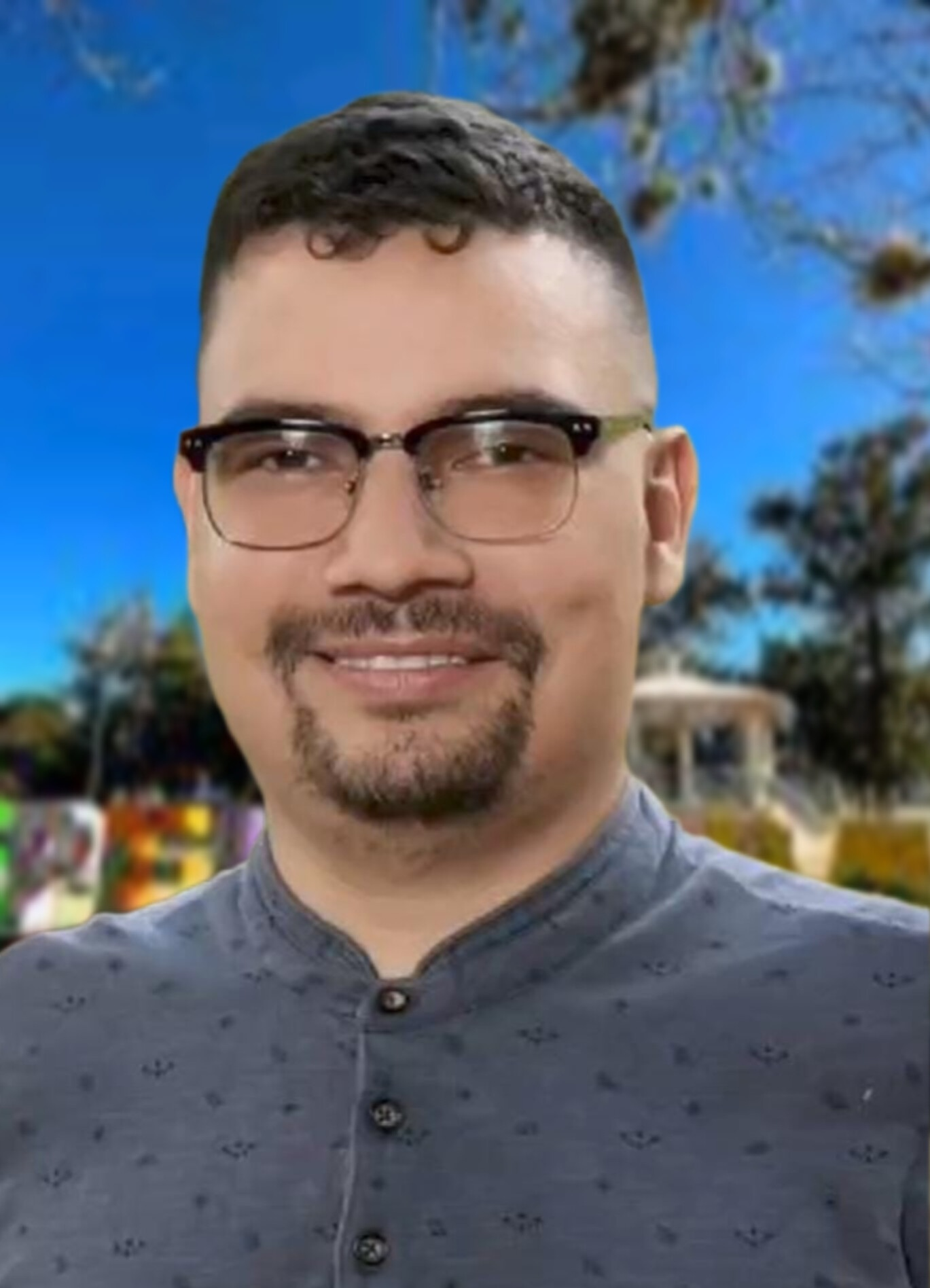
Локілло в створеному фанатами портреті
У 2018 році він приєднався до акторського складу Around the world in 80 laughs, де він відвідав різні місця по всьому світу в супроводі досвідчених колумбійських коміків, таких як Джерінга, Дон Джедіондо та Сусо . У вересні 2019 року він знову з'явився у другому сезоні шоу. 
У 2021 році він знявся у своєму першому повнометражному фільмі під назвою My Other Self .  Зараз він є одним із постійних гостей Міжнародного фестивалю гумору та гастролює Колумбією та іншими латиноамериканськими країнами з живими комедійними шоу.  
Свою кар'єру також починав як фристайліст . Їй вдалося взяти участь у Національній півнячій битві, організованій компанією Red Bull, однак вона програла в 1/8 фіналу Марітеї, яка стала чемпіонкою цього заходу. Він активно бере участь у квадратних боях і наразі бере участь у лізі Colombian Freestyle Master Series .
У квітні 2022 року він брав участь у заході God Level All Stars , посівши друге місце разом зі своїм партнером Letra MC у фіналі проти реперів Valles-T і Nitro 
Разом зі своїми друзями та партнерами Хуліаном Гавірією Хуан Пабло Мартінес продюсує шоу «Perros Criollos», комедійне подкаст-відео, яке стало сенсацією в Колумбії та в міжнародних турах. 

### радіо
- Світлячок
- Спортивна карусель
- Народний голос
- Калле

### телебачення
- щасливі суботи
- дуже доброго ранку
- Навколо світу за 80 сміхів
- Міжнародний фестиваль гумору
- Я падаю від сміху
- Voz Populi до зустрічі
- Креольські собаки

### Кіно
- Моє друге я [11]

## Нагороди та визнання
- 2001 - Національний Дитячий Король Трови.
- 2008 та 2010 - Король національного фестивалю Трова на Ярмарку квітів.
- 2011 і 2012 - Національний Король Трови.
- 2011, 2014 та 2016 - фестиваль «Король Золотої Орхідеї».
- 2023 - Король королів Трови.
- 2024 - Міжнародний фестиваль «Король короля Коплерос».

## Зовнішні посилання
Офіційний сайт
- Локілло на сайті IMDb (англ.)